# Balance (album Masta Killi)
Balance – piąty studyjny album amerykańskiego rapera Masta Killi, członka grupy Wu-Tang Clan wydany 30 maja 2025 roku nakładem wytwórni Nature Sounds. Wydawnictwo zostało wyprodukowane przez Nicka Price’a, Easy Mo Bee, RZA, Head I.C.E., P.F. Cuttin’ i DJ FX. Gościnnie na płycie pojawili się między innymi Cappadonna, Raekwon, N.O.R.E., AZ, Snoop Dogg czy RZA.

## Lista utworów
| Nr  | Tytuł utworu                                           | Producent    | Długość |
| --- | ------------------------------------------------------ | ------------ | ------- |
| 1.  | „Hip Hop Forever”                                      | Easy Mo Bee  | 4:08    |
| 2.  | „Eagle Claw” (gościnnie Cappadonna i Raekwon)          | Nick Price   | 2:50    |
| 3.  | „BK Harlem” (gościnnie Head I.C.E.)                    | Nick Price   | 2:34    |
| 4.  | „Building With the Abbott” (gościnnie RZA)             | RZA          | 2:15    |
| 5.  | „City” (gościnnie Jamall Ray)                          | Nick Price   | 3:18    |
| 6.  | „Glad to Meet You” (gościnnie Method Man i Snoop Dogg) | Nick Price   | 3:39    |
| 7.  | „It’s Been A Long Time”                                | Nick Price   | 4:14    |
| 8.  | „Trumpets” (gościnnie AZ, N.O.R.E. i Uncle Murda)      | Easy Mo Bee  | 3:29    |
| 9.  | „King Custom”                                          | P.F. Cuttin’ | 1:10    |
| 10. | „Again” (gościnnie A.B. Money i Big Bub)               | DJ FX        | 3:33    |
|     |                                                        |              | 31:10   |